# Pandeiro
Il pandeiro (pronuncia portoghese: pɐ̃ˈdejɾu) è un tipo di tamburo a telaio popolare in Brasile e che è stato descritto come uno strumento non ufficiale della nazione. La testa della batteria è accordabile e il bordo contiene jingle metallici (platinelas), che sono a coppa creando un tono più nitido, più secco e meno sostenuto sul pandeiro che sul tamburello. È tenuto in una mano e colpito sulla parte in pelle dall'altra mano per produrre il suono. I tipici modelli di pandeiro vengono riprodotti alternando pollice, punta delle dita, tallone e palmo della mano. Un Pandeiro può anche essere agitato per emettere suoni, oppure si può far scorrere un dito lungo la testa per produrre un rotolo.
Il Pandeiro è utilizzato in diverse stili musicali brasiliani, come la samba, il choro, il coco e la capoeira. Il brasiliano Pandeiro deriva dalla pandeireta o pandereta di Spagna e Portogallo.

## Strumento medievale
Il termine Pandeiro era precedentemente usato per descrivere un tamburello a cornice quadrata con due strati di pelle, spesso con una campana all'interno; un tale strumento è ora noto con il termine adufe in Spagna e Portogallo. Deriva da uno strumento arabo o moresco precedente ancora trovato nel Nord Africa. Il termine pandeiro (pandero in asturiano) è ancora usato in alcune parti della Galizia e del Portogallo per descrivere il tamburello di forma quadrata, mentre il tamburo rotondo con jingle è noto come Pandeira in Galizia.

## Suonatori

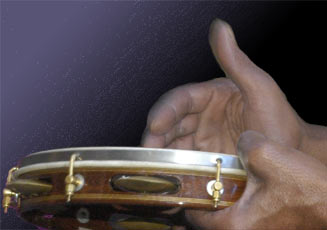
Un Pandeiro in stile brasiliano in fase di riproduzione

Alcuni dei più famosi suonatori di pandeiro di oggi sono Paulinho da Costa, Nanny Assis, Airto Moreira, Marcos Suzano, Cyro Baptista, Zé Maurício e Carlinhos Pandeiro de Ouro.
Un altro notevole suonatore di pandeiro è stato Milt Holland, un percussionista e batterista di studio di Los Angeles che ha viaggiato in tutto il mondo per raccogliere e studiare varie percussioni etniche.

### Uso non tradizionale
Artisti come Stanton Moore usano il pandeiro in modo non tradizionale accordandolo in modo da sembrare una grancassa con jingle, montandolo su un supporto e integrandolo nel moderno drum kit. Altri, come Sule Greg Wilson sull'album dei Negro Jig della Carolina Chocolate Drops, lo usano in tandem con un bodhran accordabile - anch'esso montato - e li suonano in coppia con i pennelli per creare effetti di batteria, così come il loro intento originale come percussioni portatili.